# كريس ويستون
كريس ويستون (بالإنجليزية: Chris Weston)‏ هو فنان قصص مصورة بريطاني، ولد في 1969 في رينتلن في ألمانيا.

## وصلات خارجية
- الموقع الرسمي